# Đỗ Lễ
Đỗ Lễ (1941 – 1997) là một nhạc sĩ nhạc vàng người Việt Nam, ông là tác giả ba ca khúc nổi tiếng: Chia lỳ, Sang ngang và Tình phụ.

## Cuộc đời
Đỗ Lễ tên thật là Đỗ Hữu Lễ, sinh ngày 12 tháng 10 năm 1941 tại Hà Nội. Ông từng học trường Cao đẳng Mỹ thuật Sài Gòn (1953-1954), Đại học Khoa Học Sài Gòn (1959), Đại học Luật Khoa Sài Gòn (1963).
Đỗ Lễ tự học nhạc và bắt đầu sáng tác khi 15 tuổi.
Bài Sang ngang được ông viết trong tình cảnh tuyệt vọng khi người ông yêu là nữ ca sĩ Lệ Thanh lên xe hoa năm 1965.
Sau đó, ông kết hôn với nữ ca sĩ Hoài Xuân (người đầu tiên trình bày bài Sang ngang), cuộc hôn nhân kéo dài 6 năm và hai người có với nhau 3 con. Chán nản, ông sáng tác bài Tình phụ - nhạc chính trong phim Sóng tình với diễn viên chính là Thẩm Thúy Hằng. Ca khúc này được chọn vào vòng chung kết những nhạc phim hay nhất tại Đại hội Điện ảnh Á Châu tổ chức tại Tokyo vào đầu thập niên 70.
Nhạc sĩ Đỗ Lễ cũng từng phụ trách một chương trình ca nhạc hàng tuần trên Đài Truyền hình Sài Gòn mang tên Thời Trang Nhạc Tuyển. Chương trình quy tụ các ca sĩ như Hoàng Oanh, Khánh Ly, Thanh Lan, Ngọc Minh, Thanh Tuyền, Giao Linh, Hương Lan, Hoài Xuân, Carol Kim, Xuân Đào, Phương Hồng Hạnh, tam ca Sao Băng, 3 Con Mèo, 3 Trái Táo...
Sau sự kiện 30 tháng 4 năm 1975, ông kiếm sống bằng cách mở lớp dạy nhạc.
Năm 1994, ông được thân nhân bảo lãnh sang định cư tại thành phố Philadelphia, tiểu bang Pennsylvania, Hoa Kỳ.

## Cái chết
Ông trở về Việt Nam vào tháng 10 năm 1996. Đến ngày 24 tháng 3 năm 1997 thì đột ngột kết liễu đời mình bằng một liều Quinine cực mạnh trong căn nhà thuê trên đường Trần Đình Xu, Quận 1, Thành phố Hồ Chí Minh. Ông để lại 2 lá thư tuyệt mệnh, một cho vợ và một cho một người bạn thân.
Theo lời người vợ thứ ba thì Đỗ Lễ rất chán nản với cuộc sống tại Hoa Kỳ và ông "Là một người rất ủy mị, con người anh ấy cũng rất yếu đuối, cứ gặp chuyện gì buồn là trở nên rất suy sụp, trở nên rất chán nản và không còn thiết hoạt động gì... Theo tôi nghĩ đó chính là điều đưa đến cái chết của anh ấy!

## Băng nhạc Đỗ Lễ
Ông có bốn album Băng Nhạc Đỗ Lễ do Diễm Ca phát hành trước năm 1975.
- Đỗ Lễ 1: Tình Khúc Cho Nhau (1974)
- Đỗ Lễ 2: Trên Đỉnh Tình Yêu (1974)
- Đỗ Lễ 3: Những Tình Khúc Tuyệt Vời (1974)
- Đỗ Lễ 4: Xuân (1975)

## Sáng tác
Ca khúc Chuyện buồn tình yêu (Mặc Thế Nhân) phổ biến hiện nay thật ra là bài Chia ly của Đỗ Lễ. Sự nhầm lẫn này là từ nhà sản xuất và phát hành băng đĩa.
Danh sách này không đầy đủ, bạn cũng có thể giúp mở rộng danh sách.
- Anh không muốn em buồn
- Bốn mùa yêu nhau
- Buồn[6]
- Cay đắng
- Chia ly[7] (1970)
- Chuyện một đêm trăng
- Chuyện thương nhau
- Cuộc tình hoa xuân
- Dáng Lan
- Dạ khúc buồn
- Dìu nhau vào mộng
- Dại khờ
- Đi lễ đầu xuân
- Đón anh về
- Đông Triều
- Hẹn em bên quán nhỏ
- Hoa tím rừng cuối chiều
- Khi người lính biết yêu
- Khóc
- Kỷ niệm vào thu
- Lệ sầu
- Lụy tình
- Ly tan
- Mùa thương cũ
- Mùa xuân em đến
- Muộn màng
- Nếu[8]
- Ngập ngừng
- Niềm thương
- Nỗi niềm
- Nuối tiếc
- Giận hờn
- Oan trái
- Phũ phàng
- Quán nhỏ chiều mưa
- Rồi em cũng bỏ tôi đi
- Sang ngang (1969)
- Tan vỡ[9]
- Tàn phai
- Tâm tình đêm mưa
- Thầm yêu
- Tình hồng đêm xuân
- Tình khúc tuyệt vời
- Tình buồn (1969)
- Tình khuất
- Tình phụ (1970)
- Tình thơ tuổi mộng
- Tình yêu tuyệt vời
- Tuổi mây hồng (1975)
- Tuổi xuân
- Tuyệt tình
- Tuyệt vọng
- Yêu em mùa xuân